# Wereldbeker schaatsen 2023/2024
De Wereldbeker schaatsen 2023/2024 (officieel: ISU World Cup Speed Skating 2023/24) is een internationale schaatscompetitie verspreid over het schaatsseizoen 2023-2024. De wereldbeker schaatsen wordt georganiseerd door de Internationale Schaatsunie (ISU).
Er waren dit seizoen weer zes wereldbekerweekenden. De eerste wedstrijd vond plaats van 10 t/m 12 november 2023 in Obihiro en de laatste werd gereden van 2 t/m 4 februari 2024 in Quebec City. Deze wedstrijd werd niet langer aangeduid als de wereldbekerfinale, maar gewoon als de zesde wereldbekerwedstrijd.
Op basis van de eerste vier wereldbekerwedstrijden werden de startquota verdeeld voor de viercontinentenkampioenschappen schaatsen 2024 en de Europese kampioenschappen schaatsen 2024. Alle zes de wedstrijden telden mee in de kwalificatie voor de wereldkampioenschappen schaatsen afstanden 2024, wereldkampioenschappen schaatsen sprint 2024 en wereldkampioenschappen schaatsen allround 2024.

## Kalender
| Plaats                               | Datum               | 500m | 1000m | 1500m | 3k/5k | 5k/10k | Massa-start | Team-sprint | Achter-volging | Gemengde aflossing | Details       |
| ------------------------------------ | ------------------- | ---- | ----- | ----- | ----- | ------ | ----------- | ----------- | -------------- | ------------------ | ------------- |
| Meiji Hokkaido-Tokachi Oval, Obihiro | 10–12 november 2023 | 2x   | 1x    | 1x    | 1x    |        | 1x          |             | 1x             | 1x                 | Wereldbeker 1 |
| National Speed Skating Oval, Peking  | 17–19 november 2023 | 2x   | 1x    | 1x    | 1x    |        | 1x          | 1x          |                |                    | Wereldbeker 2 |
| Sørmarka Arena, Stavanger            | 1–3 december 2023   | 1x   | 1x    | 1x    |       | 1x     | 1x          | 1x          |                |                    | Wereldbeker 3 |
| Ice Arena, Tomaszów Mazowiecki       | 8–10 december 2023  | 2x   | 1x    | 1x    | 1x    |        | 1x          |             | 1x             |                    | Wereldbeker 4 |
| Utah Olympic Oval, Salt Lake City    | 26–28 januari 2024  | 1x   | 2x    | 1x    | 1x    |        | 1x          |             | 1x             | 1x                 | Wereldbeker 5 |
| Gaétan Boucher Oval, Quebec          | 2–4 februari 2024   | 2x   | 1x    | 1x    | 1x    |        | 1x          | 1x          |                |                    | Wereldbeker 6 |
| Totaal                               | Totaal              | 10x  | 7x    | 6x    | 5x    | 1x     | 6x          | 3x          | 3x             | 2x                 |               |

## Eindpodia

### Mannen
| Afstand       | Kampioen          | Tweede           | Derde            |
| ------------- | ----------------- | ---------------- | ---------------- |
| 500 m         | Wataru Morishige  | Laurent Dubreuil | Yuma Murakami    |
| 1000 m        | Ning Zhongyan     | Jordan Stolz     | Tatsuya Shinhama |
| 1500 m        | Ning Zhongyan     | Jordan Stolz     | Wesly Dijs       |
| 5 en 10 km    | Davide Ghiotto    | Ted-Jan Bloemen  | Patrick Roest    |
| Massastart    | Andrea Giovannini | Chung Jae-won    | Bart Hoolwerf    |
| Teamsprint    | Verenigde Staten  | Polen            | China            |
| Achtervolging | Verenigde Staten  | Noorwegen        | Italië           |

### Vrouwen
| Afstand       | Kampioen         | Tweede            | Derde           |
| ------------- | ---------------- | ----------------- | --------------- |
| 500 m         | Erin Jackson     | Kim Min-sun       | Femke Kok       |
| 1000 m        | Miho Takagi      | Kimi Goetz        | Brittany Bowe   |
| 1500 m        | Miho Takagi      | Han Mei           | Joy Beune       |
| 3 en 5 km     | Ragne Wiklund    | Martina Sáblíková | Valérie Maltais |
| Massastart    | Valérie Maltais  | Ivanie Blondin    | Irene Schouten  |
| Teamsprint    | Verenigde Staten | Polen             | China           |
| Achtervolging | Japan            | Canada            | Polen           |

## Limiettijden
Om te mogen starten in de wereldbeker schaatsen 2023/2024 moesten de schaatsers na 1 juli 2022 aan de volgende limiettijden hebben voldaan. Voor deelname aan de massastart of teamonderdelen volstond het rijden van een van deze limiettijden (om het even welke). Voor de drie snelle hooglandbanen Salt Lake City, Calgary en Ürümqi geldt een scherpere limiet.
| Geslacht | 500m  | 1000m   | 1500m   | 3000m   | 5000m                          | 10.000m                         |
| -------- | ----- | ------- | ------- | ------- | ------------------------------ | ------------------------------- |
| Mannen   | 35,70 | 1.11,00 | 1.49,00 | –       | 6.40,00                        | 13.30,00 of 6.28,00 op de 5000m |
| Vrouwen  | 39,50 | 1.19,00 | 2.00,50 | 4.19,00 | 7.23,00 of 4.11,00 op de 3000m | –                               |

| Geslacht | 500m  | 1000m   | 1500m   | 3000m   | 5000m                          | 10.000m                         |
| -------- | ----- | ------- | ------- | ------- | ------------------------------ | ------------------------------- |
| Mannen   | 36,20 | 1.12,00 | 1.50,50 | –       | 6.45,00                        | 13.40,00 of 6.33,00 op de 5000m |
| Vrouwen  | 40,00 | 1.20,00 | 2.02,00 | 4.22,00 | 7.33,00 of 4.14,00 op de 3000m | –                               |

Voor de massastart en teamonderdelen mocht één schaatser worden ingeschreven die niet aan een van bovenstaande kwalificatietijden heeft voldaan, voor deze schaatsers geldt een versoepelde limiet. Deze is voor de mannen 1.16,00 op de 1000 meter of 1.57,50 op de 1500 meter en  voor de vrouwen 1.25,00 op de 1000 meter of 2.10,00 op de 1500 meter. Daarnaast mag per land, per gender en per onderdeel maximaal één schaatser die op een van de sprintafstanden (500 of 1000 meter) of op een van de allroundafstanden (1500, 3000, 5000 meter) wel de limiet heeft gereden op de andere afstand starten om zich te proberen te plaatsen voor de WK sprint of allround.